# هاري ماكلوكين (سياسي)
هاري ماكلوكين (بالإنجليزية: Harry McLoughlin)‏ هو سياسي أسترالي، ولد في 27 أغسطس 1911، وتوفي في 18 فبراير 1993. حزبياً، نشط في حزب العمال الأسترالي. وقد انتخب عضو مجلس نواب تسمانيا.